# Сиале Атаонго Туивакано
Сиале ʻАтаонго Кахо (тонга Sialeʻataongo Kaho Tuʻivakanō, род 15 января 1952 года) — политический деятель Королевства Тонга, премьер-министр Тонга, министр обороны иммиграции и иностранных дел, а также министр информации и связи королевства в 2010—2014 годах. 17-й лорд Ту’ивакано.

## Краткая биография
Родился 15 января 1952 года в поселении Ниутоуа, области Хахаке, на острове Тонгатапу, Тонга. Происходит из семей потомственной тонганской аристократии. Его отец — Сиаоси Киу Нгалумоетутулу Кахо (16-й лорд Туивакано), мать — Фатафехи-о-Лапаха Лику из Ниутоуа. Его дедушка Сиосиуа Ниутупуиваха Кахо (15-й лорд Туивакано) являлся спикером Законодательного собрания Тонга и главным судьей. Младший брат деда Теевита Полутеле Кахо (14-й лорд Туивакано) был премьер-министром Тонга в 1912—1923 гг. Отец умер 20 января 1986 года, и через три дня после его похорон Сиале ʻАтаонго Кахо унаследовал титул 17-го лорда Туивакано. Достопочтенный Сиале ʻАтаонго Кахо Туивакано женат на Робин Джойс Кахо (в девичестве Санфт). В браке у него родилось шестеро детей: Фулифуаатонга Фатафехи-о-Лапаха Кахо, Сиаоси Киу Тау-ки-Ваилахи Кахо, Херриот Кахо, Паула Нунуфааи Кеа Кахо, Давид Улуаки Тангата о Тонга Кахо и Джордан Атаонго Кахо.

## Образование
В возрасте от восьми до одиннадцати лет Сиале ʻАтаонго Кахо учился в средней школе в Тонга. В ноябре 1963 года продолжил образование в Новой Зеландии. После окончания школы в 1964 году он поступил в Колледж Уэсли. После его окончания в 1972 году, поступил в Педагогический колледж Адмора (Окленд), который окончил в 1974 году. В 1988 году Кахо поступил в Университет Южной Австралии в Аделаиде, который окончил в 1991 году со степенью бакалавра и с отличием в области политологии.

## Работа и профессиональная деятельность
В 1975 году Сиале ʻАтаонго Кахо вернулся в королевство и поступил на должность ассистента преподавателя в школе, позже занял должность главы Департамента физического воспитания в Министерстве образования. В 1980 году он прошёл трёхмесячный учебный курс в Малайзии и Сингапуре. По возвращении в Тонгу был повышен до сотрудника по вопросам молодёжной политики, спорта и культуры в Министерстве образования. В 1992 году был назначен там же на должность старшего сотрудника по вопросам молодёжной политики, спорта и культуры. В период 1992—1996 гг. Кахо сыграл важную роль в пересмотре традиционных тонганских танцев, которые преподают в начальной школе. В этот период он также работал в качестве руководителя ряда национальных видов спорта, будучи президентом Национальной лиги регби Тонга, Национальной Ассоциации сумо, Национальной ассоциации тхэквондо, вице-президентом национального Олимпийского комитета Тонги.

## Политическая карьера
Сиале ʻАтаонго Кахо был избран представителем от острова Тонгатапу на выборах 1996 года. 1 июля 2002 года он был назначен спикером парламента Его Величеством королём Тонги Джорджем Тупоу V. Уже тогда он являлся одним из самых опытных членов Законодательного собрания. Как спикер Законодательного собрания Тонги он работал 2 года до 2004 года. В марте 2005 года был назначен на пост министра труда. В мае 2006 становится министром образования, занятости молодёжи и спорта. В ноябре 2010 года Сиале ʻАтаонго Туивакано был переизбран в качестве представителя острова Тонгатапу от аристократии. 21 декабря 2010 был избран премьер-министром во время тайного голосования в парламенте. После конституционных реформ это был первый премьер-министр, который избирался парламентом, а не назначался монархом. Он был приведён к присяге 22 декабря 2010 года.
В сентябре 2013 года Туивакано перенес инсульт во время участия в Генеральной ассамблее ООН в Нью-Йорке.
После поражения от Самиуэла ʻАкилиси Похивы на выборах 2014 года Туивакано был назначен спикером парламента Королевства Тонга.